# Draft NBA 1966
Il Draft NBA 1966 si è svolto l'11 maggio 1966 a New York e segnò l'arrivo nella NBA della decima franchigia, i Chicago Bulls.

## Giocatori scelti al 1º giro
|  | = All-Star     |
|  | = Hall of Fame |

| Scelta | Giocatore            | Nazionalità | Squadra NBA            | Scuola/ex squadra |
| ------ | -------------------- | ----------- | ---------------------- | ----------------- |
| 1      | Cazzie Russell (F/G) | Stati Uniti | New York Knicks        | Michigan          |
| 2      | Dave Bing (G)        | Stati Uniti | Detroit Pistons        | Syracuse          |
| 3      | Clyde Lee (F/C)      | Stati Uniti | San Francisco Warriors | Vanderbilt        |
| 4      | Lou Hudson (F)       | Stati Uniti | St. Louis Hawks        | Minnesota         |
| 5      | Jack Marin (F/G)     | Stati Uniti | Baltimore Bullets      | Duke              |
| 6      | Walt Wesley (C)      | Stati Uniti | Cincinnati Royals      | Kansas            |
| 7      | Jerry Chambers (F)   | Stati Uniti | Los Angeles Lakers     | Utah              |
| 8      | Jim Barnett (G/F)    | Stati Uniti | Boston Celtics         | Oregon            |
| 9      | Matt Guokas (G/F)    | Stati Uniti | Philadelphia 76ers     | St. Joseph's      |
| 10     | Dave Schellhase (G)  | Stati Uniti | Chicago Bulls          | Purdue            |

## Giocatori scelti al 2º giro
| Scelta | Giocatore           | Nazionalità | Squadra NBA            | Scuola/ex squadra |
| ------ | ------------------- | ----------- | ---------------------- | ----------------- |
| 11     | Henry Akin (C/F)    | Stati Uniti | New York Knicks        | Morehead State    |
| 12     | Dorie Murrey        | Stati Uniti | Detroit Pistons        | Detroit           |
| 13     | Joe Ellis (F/G)     | Stati Uniti | San Francisco Warriors | San Francisco     |
| 14     | Dick Snyder (G/F)   | Stati Uniti | St. Louis Hawks        | Davidson          |
| 15     | Neil Johnson (F/C)  | Stati Uniti | Baltimore Bullets      | Creighton         |
| 16     | Jerry Lee Wells     | Stati Uniti | Cincinnati Royals      | Oklahoma City     |
| 17     | Hank Finkel (C)     | Stati Uniti | Chicago Bulls          | Dayton            |
| 18     | Leon Clark          | Stati Uniti | Boston Celtics         | Wyoming           |
| 19     | Bill Melchionni (G) | Stati Uniti | Philadelphia 76ers     | Villanova         |
| 20     | Erwin Mueller (F)   | Stati Uniti | Chicago Bulls          | San Francisco     |
| 21     | Stew Johnson        | Stati Uniti | New York Knicks        | Murray State      |

## Giocatori scelti al 3º giro
| Scelta | Giocatore      | Nazionalità | Squadra NBA            | Scuola/ex squadra   |
| ------ | -------------- | ----------- | ---------------------- | ------------------- |
| 22     | Ollie Darden   | Stati Uniti | Detroit Pistons        | Michigan            |
| 23     | Steve Chubin   | Stati Uniti | San Francisco Warriors | Rhode Island        |
| 24     | Tommy Kron     | Stati Uniti | St. Louis Hawks        | Kentucky            |
| 25     | Dave Wagnon    | Stati Uniti | Baltimore Bullets      | Idaho State         |
| 26     | Jim Ware       | Stati Uniti | Cincinnati Royals      | Oklahoma City       |
| 27     | John Block     | Stati Uniti | Los Angeles Lakers     | Southern California |
| 28     | Gary Turner    | Stati Uniti | Boston Celtics         | Texas Christian     |
| 29     | Donnie Freeman | Stati Uniti | Philadelphia 76ers     | Illinois            |
| 30     | Ed Bodkin      | Stati Uniti | Chicago Bulls          | Eastern Kentucky    |

## Giocatori scelti al 4º giro
| Scelta | Giocatore        | Nazionalità | Squadra NBA            | Scuola/ex squadra |
| ------ | ---------------- | ----------- | ---------------------- | ----------------- |
| 31     | Lee DeFore       | Stati Uniti | New York Knicks        | Auburn State      |
| 32     | Jeff Congdon     | Stati Uniti | Detroit Pistons        | Brigham Young     |
| 33     | Stephen Vacendak | Stati Uniti | San Francisco Warriors | Duke              |
| 34     | Bob McIntyre     | Stati Uniti | St. Louis Hawks        | St. John's        |
| 35     | George Peeples   | Stati Uniti | Baltimore Bullets      | Iowa              |
| 36     | Charlie Schmaus  | Stati Uniti | Cincinnati Royals      | VMI               |
| 37     | Archie Clark     | Stati Uniti | Los Angeles Lakers     | Minnesota         |
| 38     | John Austin      | Stati Uniti | Boston Celtics         | Boston C. Eagles  |
| 39     | Ken Wilburn      | Stati Uniti | Philadelphia 76ers     | Central State     |
| 40     | Jim Williams     | Stati Uniti | Chicago Bulls          | Temple            |

## Giocatori scelti nei giri successivi con presenze nella NBA o nella ABA
| Scelta | Giocatore      | Nazionalità | Squadra NBA            | Scuola/ex squadra  |
| ------ | -------------- | ----------- | ---------------------- | ------------------ |
| 43     | Tom Kerwin     | Stati Uniti | San Francisco Warriors | Centenary          |
| 44     | Dick Nemelka   | Stati Uniti | St. Louis Hawks        | Brigham Young      |
| 45     | John Beasley   | Stati Uniti | Boston Celtics         | Texas A&M          |
| 46     | Johnny Jones   | Stati Uniti | Baltimore Bullets      | Allentown Jets     |
| 47     | Rich Parks     | Stati Uniti | Cincinnati Royals      | Saint Louis        |
| 52     | Carroll Hooser | Stati Uniti | Detroit Pistons        | Southern Methodist |
| 54     | Lonnie Wright  | Stati Uniti | St. Louis Hawks        | Colorado State     |
| 59     | Red Robbins    | Stati Uniti | Philadelphia 76ers     | Tennessee          |
| 60     | Mike Dabich    | Stati Uniti | New York Knicks        | New Mexico State   |
| 68     | John Comeaux   | Stati Uniti | Chicago Bulls          | Grambling State    |
| 69     | Mike Silliman  | Stati Uniti | New York Knicks        | Army               |
| 73     | Roland West    | Stati Uniti | Baltimore Bullets      | Cincinnati         |
| 75     | John Wetzel    | Stati Uniti | Los Angeles Lakers     | Virginia Tech      |
| 78     | Bill Turner    | Stati Uniti | New York Knicks        | Akron              |
| 80     | Chuck Gardner  | Stati Uniti | Baltimore Bullets      | Colorado           |
| 82     | Julian Hammond | Stati Uniti | Los Angeles Lakers     | Tulsa              |
| 85     | Richie Moore   | Stati Uniti | New York Knicks        | Hiram Scott        |
| 87     | Guy Manning    | Stati Uniti | Baltimore Bullets      | Prairie view A&M   |
| 88     | Freddie Lewis  | Stati Uniti | Cincinnati Royals      | Arizona State      |
| 90     | Bob Bedell     | Stati Uniti | Philadelphia 76ers     | Stanford           |
| 94     | Stan McKenzie  | Stati Uniti | Baltimore Bullets      | New York           |
| 95     | R.B. Lynam     | Stati Uniti | Cincinnati Royals      | Oklahoma Baptist   |
| 98     | Dave Deutsch   | Stati Uniti | New York Knicks        | Rochester          |
| 99     | Lonnie Lynn    | Stati Uniti | St. Louis Hawks        | Wilberforce        |
| 100    | Grant Simmons  | Stati Uniti | Baltimore Bullets      | Nebraska           |
| 106    | Paul Long      | Stati Uniti | St. Louis Hawks        | Wake Forest        |
| 107    | Howard Bayne   | Stati Uniti | Baltimore Bullets      | Tennessee          |